# Зимогляд Демид
Зимогляд (Зимновид) Демид — кобзар із села Терни Лебединського повіту (тепер Недригайлівський район). У 1863 році від нього робив записи український фольклорист і етнограф Микола Білозерський.